# Bob Gassoff Trophy
Il Bob Gassoff Trophy è stato un premio annuale assegnato dal 1977 al 1984 dalla Central Hockey League ai portieri della formazione con meno gol subiti della lega. Il trofeo fu chiamato così in onore di Bob Gassoff, difensore della National Hockey League scomparso nel 1977 per un incidente in moto.

## Vincitori
| Stagione | Giocatore     | Squadra               |
| -------- | ------------- | --------------------- |
| 1977-78  | Doug Grant    | Fort Worth Texans     |
| 1978-79  | Jeff Bandura  | Dallas Black Hawks    |
| 1979-80  | Gord Wappel   | Birmingham Bulls      |
| 1980-81  | Dave Feamster | Dallas Black Hawks    |
| 1981-82  | Dan Poulin    | Nashville South Stars |
| 1982-83  | Gord Dineen   | Indianapolis Checkers |
| 1983-84  | Grant Ledyard | Tulsa Oilers          |